# Zhou Yang (Literaturtheoretiker)

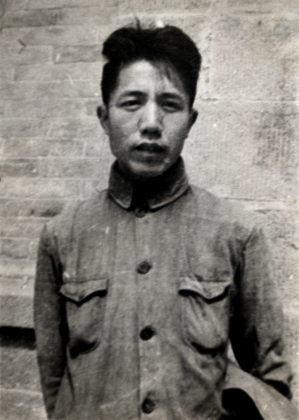
Zhou Yang

Zhou Yang (* 1908; † 1989)， 周扬， war ein Assistent Mao Zedongs, chinesischer Literaturtheoretiker und Politiker. 

## Biografie
1937 war er Leiter der Yan'n Universität, Direktor für Bildung im Shaanxi-Gansu-Ningxia Grenzgebiet um Yan'n, sowie Vorsitzende der Lu-Xun Akademie für Literatur und Kunst. 
Nach 1949 war er stellvertretender Direktor der Propaganda-Abteilung. Außerdem war er Sekretär des Parteikomitees und Vizeminister im Kulturministerium unter Mao Dun sowie der stellvertretende Vorsitzende der Chinesischen Föderation für Kunst- und Literaturverbände unter Guo Moruo.
Zhou Yang spielte eine wesentliche Rolle bei der Entwicklung der Umerziehungspolitik der Bevölkerung in den 1940er und 1950er Jahren. Bis in die 1960er Jahre war er für die Durchsetzung der politisch-kulturellen Leitlinien verantwortlich. Zwischen 1942 und 1966 interpretierte Zhou Yang die Leitlinien Mao Zedongs und war für die Umerziehung der Schriftsteller verantwortlich.
| Personendaten    | Personendaten                                   |
| ---------------- | ----------------------------------------------- |
| NAME             | Zhou, Yang                                      |
| KURZBESCHREIBUNG | chinesischer Politiker und Literaturtheoretiker |
| GEBURTSDATUM     | 1908                                            |
| STERBEDATUM      | 1989                                            |